# Corrado Conforti
Corrado Conforti (Roma, 5 agosto 1968) è un doppiatore e direttore del doppiaggio italiano.

## Biografia
Conforti ha doppiato molti attori in film per il cinema e per la televisione, oltre a telefilm e cartoni animati tra cui Corey Feldman (I Goonies), Billy Boyd (Il Signore degli Anelli), Cuba Gooding Jr., Leonardo DiCaprio, River Phoenix, Chris Owen (American Pie), Ewen Bremner e Jack Black.
Ha prestato la propria voce in serie televisive come Lost, Dawson's Creek, Grey's Anatomy, Friends, Paso adelante, Buffy l'ammazzavampiri, Six Feet Under e molte altre.

## Doppiaggio

### Film
- Billy Boyd in Il Signore degli Anelli - La Compagnia dell'Anello, Il Signore degli Anelli - Le due torri, Il Signore degli Anelli - Il ritorno del re
- Dean O'Gorman in Lo Hobbit - Un viaggio inaspettato, Lo Hobbit - La desolazione di Smaug, Lo Hobbit - La battaglia delle cinque armate
- Nicolas Bonaventure Ciattoni in Arthur e il popolo dei Minimei, Arthur e la vendetta di Maltazard
- Chris Owen in American Pie, American Pie 2, American Pie Presents: Band Camp, American Pie: Ancora insieme
- Corey Feldman in Stand by Me - Ricordo di un'estate, I Goonies
- River Phoenix in Ti amerò... fino ad ammazzarti, Nikita - Spie senza volto
- Vitali Makarov in The Day After Tomorrow - L'alba del giorno dopo
- Aleksandr Kovrizhnykh in Siamo andati
- Dante Basco in Hook - Capitan Uncino
- Cuba Gooding Jr. in Snow Dogs - 8 cani sotto zero
- Kenan Thompson in Horror Movie
- Ben Foster in The Punisher
- Danny Masterson in Beethoven 2
- Ronald Lee Clark in Biancaneve
- Martin Klebba in La vera storia di Biancaneve
- Wojciech Klata in Schindler's List - La lista di Schindler
- Ewen Bremner in Il cacciatore di giganti, Black Hawk Down
- Ido Mosseri in Zohan - Tutte le donne vengono al pettine
- Barry Miller in La febbre del sabato sera (ridoppiaggio)
- Loren Dean in Billy Bathgate - A scuola di gangster
- Leonardo DiCaprio in Voglia di ricominciare
- Edward Conna in Assassini nati - Natural Born Killers
- Jonathan Tucker in Il giardino delle vergini suicide
- Edward Burns in Salvate il soldato Ryan
- Jake Sandvig in Easy Girl
- Lil' Zane in Il dottor Dolittle 2
- T. J. Thyne in Il Grinch
- Cyrus Thiedeke in Jumanji
- Jamie Kennedy in Three Kings
- Jacob Vargas in Il segno della libellula - Dragonfly
- Danny Dyer in High Heels and Low Lifes
- Kazuya Shimizu in Returner - Il futuro potrebbe essere storia
- Shannon Williams in Once Were Warriors - Una volta erano guerrieri
- Paulo Costanzo in BancoPaz

### Serie televisive
- Jorge Garcia in Lost, Alcatraz, Hawaii Five-0
- Ross McCall in Band of Brothers - Fratelli al fronte, White Collar
- Chad Christ in Così è la vita
- Alimi Ballard in Numb3rs
- Brendan Fehr in Roswell
- T.R. Knight in Grey's Anatomy, The Catch
- Scott Lowell in Bones
- Kal Penn in 24
- John Boyd in 24
- Eric Johnson in Smallville
- Freddy Rodríguez in Six Feet Under
- David Sutcliffe in Private Practice
- Ben Giroux in Psych
- Chris Pratt in Everwood, The O.C.
- Chad Michael Murray in Dawson's Creek
- Rodney Rush in Breaking Bad
- Rick Peters in Agente speciale Sue Thomas
- Nico Santos in Superstore
- Matt Lucas in Doctor Who
- Joe Lo Truglio in Brooklyn Nine-Nine

### Film d'animazione
- Bromley ne L'incantesimo del lago, L'incantesimo del lago 2 - Il segreto del castello e L'incantesimo del lago 3 - Lo scrigno magico
- Pinocchio in Shrek, Shrek 2, Shrek terzo, Shrek e vissero felici e contenti e Il gatto con gli stivali 2 - L'ultimo desiderio
- Cubert Farnsworth in Futurama - Il colpo grosso di Bender e Futurama - Il gioco di Bender
- Seita in Una tomba per le lucciole
- Booster Munchapper in Buzz Lightyear da Comando Stellare - Si parte!
- Toji Suzuhara in Neon Genesis Evangelion: Death & Rebirth e Neon Genesis Evangelion: The End of Evangelion
- Al Mutamin in El Cid - La leggenda
- Jin in Sinbad - La leggenda dei sette mari
- Carl Wheezer in Jimmy Neutron - Ragazzo prodigio
- Leo ne L'isola dei dinosauri
- Atka in Koda, fratello orso 2
- Betameche in Arthur e la guerra dei due mondi
- Skiff in Planet 51
- Ray ne Le avventure di Sammy
- Il Pirata albino in Pirati! Briganti da strapazzo
- Il Pappagallo in Pinocchio
- Chet Alexander in Monsters University
- Antilope in Birba - Micio combinaguai
- Nathan Adams in Eiga Yo-kai Watch: tanjō no himitsu da nyan!
- Kochadaiyaan / Rana / Sena in Kochadaiyaan

### Serie animate
- Splodge in Blinky Bill
- Carter in Potsworth & Co.
- Tōji Suzuhara in Neon Genesis Evangelion
- Norisuke in Godam
- Kunio Murai in Great Teacher Onizuka
- Martin Mystère in Martin Mystère
- Kurt Cobain in House of Rock
- Yota Moteuchi in Video Girl Ai
- Horokoru in Muteking
- Re Bob in Ricreazione
- Nils Holgersson in Nils Holgersson[1]
- Baby Bugs in Baby Looney Tunes (speciale di Pasqua)
- Sammy ne I fratelli Koala
- Ezekiel (1ª voce) in A tutto reality - L'isola
- Il grande Diego in Titeuf
- Sokka (1ª stagione) in Avatar - La leggenda di Aang
- Gill e Aviarius in Kim Possible
- Tubby Tompkins ne La piccola Lulù
- Kurt (2ª voce) in Robotboy
- Koga in Inuyasha
- Ataru Moroboshi (episodi 130-142) in Lamù la ragazza dello spazio
- Gwizdo in Cacciatori di draghi
- Jester in Jane e il Drago
- Talon in Gargoyles - Il risveglio degli eroi
- Wizardmon e Shin Kido in Digimon Adventure
- Wizardmon in Digimon Adventure 02
- Socerymon in Digimon Frontier
- Hanzo in Hunter × Hunter (serie del 1999)
- Cubert Farnsworth (st. 3-5, ep. 6x25), Igner (st. 1), Gamba mutante (ep. 4x02) e Orfano Albert (ep. 4x02) in Futurama[2]
- Yanez in Sandokan - La tigre ruggisce ancora e Sandokan - Le due tigri
- Timmy in Winx Club
- Booster Munchapper in Buzz Lightyear da Comando Stellare
- Jasper in Jasper il pinguino
- Jacobs in Tutenstein
- Marcus Conner in Juniper Lee
- Saltavia in In giro per la giungla
- Stig in Pig City
- Ren Hoek in Ren and Stimpy Adult Party Cartoon
- Bernie in Corneil e Bernie
- Cologne in HeartCatch Pretty Cure!
- Kyosuke Kano ne La squadra del cuore
- Arthur Buttman (bambino) in Georgie
- Rob (1ª voce) ne Lo straordinario mondo di Gumball

### Videogiochi
- Twitch in Ratatouille

### Programmi televisivi
- Voce fuori campo in Archimede - La scienza secondo Italia 1 (2013)
- Voce fuori campo in Party Mamas, in onda su Real Time